# 2009 en tennis
| Années du tennis : 2006 - 2007 - 2008 - 2009 - 2010 - 2011 - 2012    |
| Décennies du tennis : 1970 - 1980 - 1990 - 2000 - 2010 - 2020 - 2030 |

Cet article résume les faits marquants de l'année 2009 dans le monde du tennis.

## Résultats
Dimanche 5 juillet 2009 : Le Suisse Roger Federer redevient no 1 mondial du tennis, après sa victoire au tournoi de Wimbledon.

## Décès
- 4 janvier : Lei Clijsters, footballeur belge, père des joueuses de tennis Kim Clijsters et Elke Clijsters
- 10 janvier : Sidney Wood, 97 ans, joueur américain ayant remporté le tournoi de Wimbledon en 1931
- Nuit du 6 au 7 juillet : Mathieu Montcourt, joueur de tennis français
- 12 septembre : Jack Kramer, 88 ans, champion de tennis américain des années 1940

## Autres faits marquants
En 2009, toutes les « classes » de tournois ATP ont été renommées :
- Les Masters Series sont renommés en Masters 1000 ;
- Les International Series Gold sont renommés 500 Series ;
- Les International Series sont renommés 250 Series ;
- Le Masters de Hambourg est déclassé en 500 Series au profit de celui de Madrid qui passe sur terre battue, qui sera lui-même remplacé en dur par le Masters 1000 de Shanghaï;
- Six nouveaux tournois apparaissent cette année, il s'agit de : Brisbane, Johannesburg, Belgrade, Eastbourne, Kuala Lumpur et Shanghai.
- Trois tournois changent de surface, il s'agit de : Valence, Madrid et Lyon.
- Quatre tournois ont été rétrogradés, il s'agit de : Hambourg, Vienne, Stuttgart et Kitzbühel.
- Quatre ont été promus, il s'agit de : Bâle, Pékin, Valence et Washington.
- Six ont été supprimés ou remplacés: Adélaïde, Las Vegas, Amersfoort, Nottingham, Poertschach et Varsovie.
- Dernière édition du Grand Prix de tennis de Lyon, transféré à Montpellier la saison suivante.